# Xiphoceriana atrox
Xiphoceriana atrox är en insektsart som först beskrevs av Gerstaecker 1869.  Xiphoceriana atrox ingår i släktet Xiphoceriana och familjen Pamphagidae. Inga underarter finns listade i Catalogue of Life.